# Phare d'Helsingborg
Le phare d'Helsingborg (en suédois : Helsingborgs fyr) est un  phare situé au port d'Helsingborg, de la commune d'Helsingborg, dans le comté de Scanie (Suède).

## Histoire
La station des pilotes et le phare furent construits en 1888-1889, à la suite des dessins de l'ingénieur John Höijer dans le cadre de la construction de Norra Hamnen. Le phare fut allumé pour la première fois le 24 octobre 1889. Le bâtiment se compose d'un bâtiment d'un étage et d'un phare octogonal de trois étages sur son côté sud. Le phare a été électrifié et automatisé dès 1922
Le phare appartient à l'Administration des biens immobiliers de l'État suédois et est géré par l'administration maritime suédoise. Cependant, à la suite d'une enquête menée par l'agence immobilière en 2009, il a été décidé que l'histoire culturelle du bien n'était pas suffisamment unique pour motiver la poursuite de la propriété de l'État.

## Description
Le phare  est une tour octogonale en brique de 18,5 mètres de haut, avec une galerie et une lanterne, en angle d'une station de pilote. Le phare est en brique rouge avec les couleurs suédoises (bleu et or) sur les créneaux et la lanterne est bleue. Son feu à occultations émet, à une hauteur focale de 17 mètres, un éclat blanc, rouge et vert selon différents secteurs toutes les 15 secondes. Sa portée nominale est de 18,5 milles nautiques (environ 34 km) pour le feu blanc, 15 pour le feu rouge et 13 sur le feu vert.
Identifiant : ARLHS : SWE-029 ; SV-7039 - Amirauté : C2288 - NGA : 5184.
|          |
| Le phare |

|          |
| Le phare |

### Lien connexe
- Liste des phares de Suède